# Horowe 1
Horowe 1 (biał. Гаравыя 1; ros. Горовые 1) – chutor na Białorusi, w obwodzie witebskim, w rejonie miorskim, w sielsowiecie Jazno.

## Historia
W czasach zaborów w gminie Jazno, w powiecie dzisieńskim, w guberni wileńskiej Imperium Rosyjskiego.
W latach 1921–1945 wieś leżała w Polsce, w województwie wileńskim, w powiecie dziśnieńskim, w gminie Jazno.
Powszechny Spis Ludności z 1921 roku podał łączne dane dotyczące wsi Horowe I i Horowe II. Zamieszkiwały tu 74 osoby, 28 były wyznania rzymskokatolickiego a 46 prawosławnego. Jednocześnie 43 mieszkańców zadeklarowało polską a 31 białoruską przynależność narodową. Było tu 10 budynków mieszkalnych. W 1931 Horowe I w 7 domach zamieszkiwało 32 osoby.
Wierni należeli do parafii rzymskokatolickiej i prawosławnej w Jaźnie. Miejscowość podlegała pod Sąd Grodzki w Dziśnie i Okręgowy w Wilnie; właściwy urząd pocztowy mieścił się w Jaźnie.
W wyniku napaści ZSRR na Polskę we wrześniu 1939 miejscowość znalazła się pod okupacją sowiecką. 2 listopada została włączona do Białoruskiej SRR. Od czerwca 1941 roku pod okupacją niemiecką. W 1944 miejscowość została ponownie zajęta przez wojska sowieckie i włączona do obwodu witebskiego Białoruskiej SRR.
Od 1991 w składzie niepodległej Białorusi.